# Marcus Roberts
Marthaniel 'Marcus' Roberts (Jacksonville (Florida), 7 augustus 1963) is een Amerikaanse jazzpianist, componist, arrangeur, orkestleider en docent.

## Biografie
Roberts werd geboren in Jacksonville, Florida. Hij was blind sinds 5-jarige leeftijd, als gevolg van glaucoom en cataract en ging naar de Florida School for the Deaf and the Blind in St. Augustine (Florida), de alma mater van de blinde pianist Ray Charles. Roberts begon al op jonge leeftijd piano te spelen, kreeg zijn eerste les op 12-jarige leeftijd en studeerde vervolgens bij pianist Leonidas Lipovetsky, terwijl hij aan de Florida State University studeerde.
In de jaren 1980 verving Roberts pianist Kenny Kirkland in de band van Wynton Marsalis. Net als die van Marsalis is zijn muziek geworteld in de traditionele jazz van vroeger. Zijn stijl is meer beïnvloed door Jelly Roll Morton en Fats Waller dan door McCoy Tyner en Bill Evans, met de nadruk op ragtime en stride piano in plaats van bop. Zijn album New Orleans Meets Harlem, Vol. 1 (2009) omvat muziek van Scott Joplin, Duke Ellington, Morton en Waller.
In opdracht van het Atlanta Symphony Orchestra en het Savannah Music Festival schreef hij zijn eerste pianoconcert Spirit of the Blues: Piano Concerto in C-Minor. Hij trad op als solist in symfonieorkesten met Marin Alsop (1992) en Seiji Ozawa. In september 2014 keerde hij terug naar Japan om het podium te delen met Ozawa en het Saito Kinen Festival Orchestra.
In 2012 formeerde hij de band The Modern Jazz Generation, die in oktober 2014 zijn eerste album uitbracht. Deze band heeft 12 muzikanten in de leeftijd van begin twintig tot vijftig. Hij was Associate Artistic Director van het Savannah Music Festival en tevens directeur van de jaarlijkse Swing Central High School Band Competition. Hij doceert aan de faculteit van Florida State.
In 2014 werd Roberts geprofileerd in de televisieshow 60 Minutes.

## Discografie

### Als leader
- 1988: The Truth Is Spoken Here (Novus Records)
- 1989: Deep in the Shed (Novus/Sony)
- 1990: Alone with Three Giants (Novus)
- 1991: Prayer for Peace (Novus)
- 1991: As Serenity Approaches (Novus)
- 1993: If I Could Be with You (Novus)
- 1994: Gershwin for Lovers (Columbia Records)
- 1995: Portraits in Blue (Columbia/Sony)
- 1996: Time and Circumstance (Columbia/Sony)
- 1997: Blues for the New Millennium (Columbia)
- 1998: The Joy of Joplin (Sony)
- 1999: In Honor of Duke (Columbia)
- 2001: Cole after Midnight (Columbia/Sony)
- 2003: A Gershwin Night
- 2006: Gershwin: Piano Concerto in F  (Philips Classics Records)
- 2009: New Orleans Meets Harlem, Volume 1  (J-Master)
- 2011: Celebrating Christmas
- 2012: Deep in the Shed: A Blues Suite
- 2013: From Rags to Rhythm
- 2013: Together Again: In the Studio met Wynton Marsalis
- 2013: Together Again: Live in Concert met Wynton Marsalis
- 2014: Romance, Swing, and the Blues
- 2016: The Race for the White House
- 2017: Trio Crescent: Celebrating Coltrane

### Als sideman
Met Wynton Marsalis
- 1986 J Mood
- 1987 Marsalis Standard Time, Vol. I
- 1988 Live at Blues Alley
- 1989 The Majesty of the Blues
- 1989 Crescent City Christmas Card
- 1990 Standard Time, Vol. 2: Intimacy Calling
- 1991 Thick in the South: Soul Gestures in Southern Blue, Vol. 1
- 1991 Uptown Ruler: Soul Gestures in Southern Blue, Vol. 2
- 1991 Levee Low Moan: Soul Gestures in Southern Blue, Vol. 3
- 1992 Blue Interlude
- 1992 Citi Movement
- 1994 Jazz at Lincoln Center Presents: The Fire of the Fundamentals Lincoln Center Jazz Orchestra
- 1994 Jazz at Lincoln Center: They Came to Swing Lincoln Center Jazz Orchestra
- 1999 Live at the Village Vanguard
- 2011 Swinging into the 21st
- 2012 The Music of America

Met anderen
- 1990 The Marksman, Mark Whitfield
- 1996 Bone Structure, Wycliffe Gordon/Ron Westray
- 1996 Unveiled, Marcus Printup
- 2012 Across the Imaginary Divide, Béla Fleck
- 2016 Heirs of the Crescent City, Jason Marsalis
- 2017 The Musician, Chick Corea